# Emily Ruete
Emily Ruete (Zanzíbar, 30 de agosto de 1844-Jena, 29 de febrero de 1924), nacida como Sayyida Salme (Princesa Salme) de Zanzíbar y Omán, era la hija del Sayyid Said bin Sultan Al-Busaid, Sultán de Zanzíbar y Omán.

## Biografía
Sayyida Salme (o Salama) nació el 30 de agosto de 1844, hija del Sultán Said de Zanzíbar y Omán, y de Jilfidan, una concubina circasiana. Pasó sus primeros años en el enorme palacio Bet il Mtoni, en la costa del mar a 8 km al norte de Stone Town (el palacio fue demolido en gran parte en 1914). Aprendió a hablar árabe y suajili. En 1851 se trasladó a Bet il Watoro, la casa de su hermano Majid bin Said, que posteriormente se convertiría en sultán de Zanzíbar. Su hermano le enseñó a esgrimir con la espada, daga y lanza, además del tiro con rifle y con pistola. En 1853 se trasladó con su madre a Bet il Tani. En secreto aprendió por sí misma a escribir, una habilidad inusual para una mujer de su época.
Cuando su padre el sultán murió en 1856, Salme tenía 12 años, fue declarada mayor de edad y recibió su herencia paterna, que consistía en una plantación con una residencia y 5429 libras. A la muerte de su padre, su hermano Twuwaini bin Said se convirtió en sultán de Mascate y Omán, y su hermano Majid se convirtió en sultán de Zanzíbar.
En 1859 murió su madre Jilfidan, y Salme recibió como herencia materna tres plantaciones. Ese mismo año estalló una disputa entre dos de sus hermanos, Majid y Barghash. Como podía escribir se convirtió en secretaria de la facción de Barghash. Con la ayuda de un barco de guerra británico la insurrección de Barghash fue pronto sofocada; Barghash fue enviado al exilio en Bombay durante dos años y Salme se retiró a una de sus propiedades en Kisimbani.
Finalmente Salme regresó a Stone Town y se reconcilió con el sultán Majid. Este acto le hizo ganarse la enemistad de su hermano Barghash, así como la separación con Chole, su hermana favorita.
Mientras vivía en Stone Town se prometió matrimonialmente con su vecino, un comerciante alemán llamado Rudolph Heinrich Ruete (10 de marzo de 1839 – 6 de agosto de 1870). En agosto de 1866 Salme huyó a bordo del barco de guerra británico Highflier a Adén, donde dio a luz a su primer hijo, Heinrich, el 7 de diciembre de 1866, que murió en abril de 1867. El 31 de mayo de 1867 se convirtió al cristianismo, bautizándose como Emily, para casarse con Rudolph Ruete, y a continuación se trasladó con él a Hamburgo.

## Vida en Europa

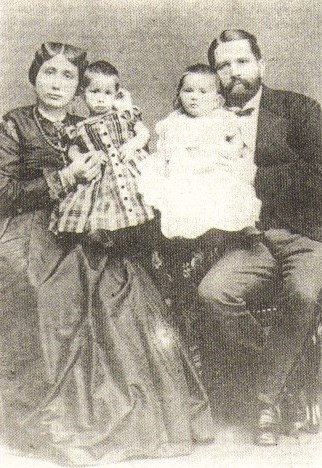
Emily con su marido y dos de sus hijos.

El matrimonio Ruete se estableció en Hamburgo, donde tuvieron otro hijo y dos hijas:
- Antonia Thawke Ruete (24 de marzo de 1868-?), que se casó con Eugene Brandeis (1846-1919) en 1898 y tuvo dos hijas.[6]

- Rudolf Said-Ruete (13 de abril de 1869 - 1 de mayo de 1946). Un periodista y escritor, que con el ascenso al poder del partido nazi, renunció a su ciudadanía alemana en 1934 y se estableció en Londres, convirtiéndose en súbdito británico. Murió en Lucerna, Suiza tras la Segunda Guerra Mundial. En 1901 se casó con Mary Therese Matthias (1872-?) y tuvo un hijo y una hija, Werner Heinrich (1902-?) y Salme Matilda Benvenuta Olga (1910-?). Con este matrimonio se convirtió en primo político de Alfred Moritz, Barón Melchett, el primer canciller de las Industrias Químicas Imperiales.

- Rosalie Ghuza Ruete (16 de abril de 1870-?), que se casó con el Mayor-General Martin Troemer, del Ejército Real Prusiano.

Rudolph H. Ruete, el marido de Emily, murió en 1870 en un accidente de tranvía, dejando a su esposa y sus hijos en una situación económica difícil, porque las autoridades alemanas negaron a Emily derechos hereditarios. En parte para aliviar sus problemas económicos Emily Ruete escribió Memorias de una princesa árabe de Zanzíbar, que fue publicada en Alemania en 1886 y posteriormente en los Estados Unidos y el Reino Unido. El libro constituye la primera autobiografía conocida de una mujer árabe, y presenta un escenario íntimo de la vida en Zanzíbar entre los años 1850 y 1865, así como una descripción de los príncipes Majid y Barghash bin Said, que fueron sultanes de Zanzíbar. 
A la muerte de su marido, Emily Ruete participó en los planes coloniales del canciller Otto von Bismarck. Hubo especulaciones de que Bismarck quería convertir a su hijo Rudolph en sultán de Zanzíbar. Emily volvió a Zanzíbar en 1885 y 1888. Entre 1889 y 1914 vivió en Beirut, Líbano, y Jaffa. Murió en Jena, Alemania, a los 79 años, debido a una grave neumonía. 
Existe una exposición permanente sobre Emily Ruete en el Palacio del Pueblo en Stone Town, el palacio construido por su hermano, el sultán Barghash.

## En la ficción
Emily Ruete aparece como un personaje secundario en la novela Trade Wind de M.M. Kaye. El libro, ambientado en Zanzíbar a finales de la década de 1850, menciona su participación en el fallido intento de su hermano Barghash de arrebatar el trono de Zanzíbar a su hermano Majid y el interés de la princesa Salme en casarse con Rudolph.